# Panathinaikos BC
Panathinaikos BC Athény (v basketbalu se používá obvykle zkrácený název Panathinaikos) (doslova lze přeložit jako „všeathénský“) je profesionální řecký basketbalový klub hrající řeckou nejvyšší soutěž basketbalu. Klub vznikl v roce 1919. V domácí basketbalovém mistrovství získal 34 titulů mistra Řecka (1945–1990). Patnáctkrát vyhrál Řecký basketbalový pohár.
Zúčastnil 35 ročníků Poháru evropských mistrů (1961–2001) a všech 14 ročníků Euroligy (2001–2015), má na svém kontě 7 účastí ve finále, z toho šest vítězství (1996, 2000, 2002, 2007, 2009, 2011) a 5 dalších účastí v semifinále. V roce 1996 vyhrál FIBA Intercontinental Cup, když porazil argentinský BBC Olimpia Venado Tuerto 2:1.
Sedmkrát startoval v FIBA Poháru vítězů pohárů resp. Evropské lize, z toho dvakrát hrál semifinále. Jedenkrát (v sezóně 1989–90) hrál ve FIBA Poháru Korač a probojoval se do semifinále. Sportovními výsledky patří po roce 1994 mezi nejúspěšnější kluby Evropy.

## Seznam největších úspěchů klubu
Domácí basketbalové soutěže
- Mistrovství Řecka - 34 titulů mistra (1946, 1947, 1950, 1951, 1954, 1961, 1962, 1967, 1969, 1971–1975, 1977, 1980–1982, 1984, 1998–2001, 2003 - 2011, 2013, 2014)
- Řecký basketbalový pohár - 15× vítěz (1979, 1982, 1983, 1986, 1993, 1996, 2003, 2005–2009, 2012–2014)

Mezinárodní poháry klubů
- FIBA Intercontinental Cup [pozn. 1]
  - 1996 vítěz ve finále proti Olimpia Venado Tuerto, Argentina 2:1 (83-59, 83-78, 101-76)
- Pohár evropských mistrů & Euroliga
  - účast 21 ročníků Pohár evropských mistrů (1961-2001) a 14 ročníků Euroligy (2001-2015)
  - 6× vítěz (1996, 2000, 2002, 2007, 2009, 2011), 1× finalista (2001), 5× semifinále (1972, 1994, 1995, 2005, 2012), 1× semifinálová skupina (1982), 5× čtvrtfinále (1997, 2006, 2008, 2013, 2014), 2× čtvrtfinálová skupina (1978, 1981), 5× osmifinále 1/8 (1963, 1968, 1970, 1974, 1999), 3× 1/16 skupina	(2003, 2004, 2010), 3× 2. kolo (1975, 1976, 1985), 3× 1. kolo (1962, 1973, 1983)
- FIBA Pohár vítězů pohárů & Evropská liga
  - účast 7 ročníků, 2× v semifinále (1969, 1998), 2× ve čtvrtfinálové skupině (1980, 1984), 2× osmifinále (1971, 1986), 1× 1. kolo (1987)
- FIBA Pohár Korač
  - účast 7 ročníků, 2× v osmifinálové skupině (1991, 1992), 2× 2. kolo (1979, 1989), 3× (1. kolo	1977, 1988, 1990)